# Kumta
Kumta is een dorp in het district Uttara Kannada van de Indiase staat Karnataka. 

## Demografie
Volgens de Indiase volkstelling van 2001 wonen er 27.597 mensen in Kumta, waarvan 51% mannelijk en 49% vrouwelijk is. De plaats heeft een alfabetiseringsgraad van 77%. 